# Princess ∞ Candy
「Princess ∞ Candy」（プリンセス キャンディ）は、舞の通算3作目のシングル。2006年8月16日にrhythm zoneよりリリース。

## 解説
前作「Eyes」より約4ヶ月後のリリース。「Princess ∞ Candy」はテレビ朝日系ドラマ「快感職人」主題歌に起用された。また本作以降、シングルのリリースはしていない。

## 収録曲

### Disc1 (CD)
1. Princess ∞ Candy
作詞：舞、Alice Ice / 作曲・編曲：SiZK
テレビ朝日系ドラマ「快感職人」主題歌
2. Moon Tears
作詞：舞 / 作曲：池本雷太 / 編曲：河野伸
3. Princess ∞ Candy (instrumental)
4. Moon Tears (instrumental)

### Disc2 (DVD)
1. Princess ∞ Candy (MUSIC VIDEO)